# Paracechorismenus femoratus
Paracechorismenus femoratus är en tvåvingeart som först beskrevs av de Meijere 1916.  Paracechorismenus femoratus ingår i släktet Paracechorismenus och familjen vapenflugor. Inga underarter finns listade i Catalogue of Life.